# 田中裕子
田中 裕子（たなか ゆうこ、1955年〈昭和30年〉4月29日 - ）は、日本の女優・歌手。本名：澤田 裕子（さわだ ひろこ）。
大阪府池田市出身。明治大学文学部文学科演劇学専攻卒業。所属事務所はアニマ出版。夫は歌手の沢田研二、弟は俳優の田中隆三。

## 来歴・人物
中学1年の2学期から北海道札幌市育ち。札幌市立向陵中学校、北海道札幌西高等学校卒業、藤女子短期大学中退、明治大学文学部文学科演劇学専攻卒業。学位は文学士（明治大学）。卒業論文は「女優論」。同大在学中の1978年に文学座に入り、女優活動をスタート。1979年（昭和54年）のNHKテレビ小説『マー姉ちゃん』で主役の妹役としてデビュー。1981年（昭和56年）の映画『ええじゃないか』『北斎漫画』で日本アカデミー賞最優秀助演女優賞、新人俳優賞を受賞。1983年（昭和58年）の、連続テレビ小説『おしん』で主役を演じ、アジアやイスラム圏を中心として世界的な有名女優になる。日本での『おしん』の平均視聴率は52.6%、最高視聴率は1983年11月12日放送（第186回「戦争編・東京の加代」）の62.9%（ビデオリサーチ調べ、関東地区）であり、テレビドラマ史上最高視聴率である。抑制のきいたセリフに情念を込める演技が特徴。
1983年（昭和58年）には映画『天城越え』でモントリオール世界映画祭主演女優賞受賞。1985年に文学座を退団。
歌手としての活動もあり、1986年にはコンサートを開催し、フジテレビ『夜のヒットスタジオ』やTBS『ザ・ベストテン』スポットライトのコーナーに出演した。また1987年6月11日には『ザ・ベストテン』で黒柳徹子の代理で同番組の司会を行ったこともある。
実現しなかった『男はつらいよ』第49作『寅次郎花へんろ』にはマドンナ役で14年ぶりのシリーズ出演が予定されており、そのことが縁で『虹をつかむ男』に出演している。
2005年（平成17年）には映画『いつか読書する日』『火火』でキネマ旬報ベスト・テン主演女優賞受賞。2010年（平成22年）のドラマ『Mother』で第65回ザテレビジョンドラマアカデミー賞助演女優賞受賞。同年11月、紫綬褒章受章。2013年（平成25年）には映画『共喰い』『はじまりのみち』で第87回キネマ旬報ベスト・テン助演女優賞受賞。
日本テレビ系水曜ドラマ『anone』において2018年度コンフィデンスアワード・ドラマ年間大賞助演女優賞を受賞。

## 出演

### テレビドラマ
- 連続テレビ小説（NHK総合）
  - マー姉ちゃん（1979年4月2日 - 9月29日） - 磯野マチ子 役
  - おしん（1983年4月4日 - 1984年3月31日） - 主演・田倉しん 役
  - わかば（2004年9月27日 - 2005年3月26日、NHK大阪） - 高原詩子 役
  - まれ（2015年3月30日 - 9月26日） - 桶作文 役[11]
  - なつぞら（2019年8月21日、23日、24日） - 高橋秀子 役
- 華岡青洲の妻（1980年10月16日、日本テレビ）
- ドラマ人間模様（NHK総合）
  - 「楽園の日々」（1980年2月10日 - 3月2日）
  - 「うまい話あり」（1986年6月14日 - 7月5日） - 小夜子 役
- 曠野のアリア（1980年9月1日、TBS）
- 恋人たち（1980年10月9日 - 12月25日、TBS） - 土方典子 役
- 天皇の料理番 第2話 - 第10話・第13話 - 最終話（1980年10月26日 - 1981年1月19日・2月9日 - 3月22日、TBS） - キミ子 役
- 魂の夏（1980年11月15日、NHK総合）
- 万葉の娘たち（1981年1月18日 - 2月8日、NHK総合） - 玉井智子 役
- 東芝日曜劇場（TBS）
  - 第1271回 動物園と植物園（1981年5月3日）
  - 第1339回 つゆくさ・愛（1982年8月22日、CBC） - 紀子 役
- 娘よ!（1981年7月9日、日本テレビ） - 主演
- 想い出づくり。（1981年9月18日 - 12月25日、TBS） - 池谷香織 役
- 雄気堂々（1982年1月3日、NHK総合） - 真田ゆふ 役
- 土曜ワイド劇場「善人たちの夜」（1982年6月26日、テレビ朝日） - 主演・みどり 役
- つゆくさ・愛（1982年8月22日、CBCテレビ） - 主演
- 噂になった女たち（第2回）新宿25時（1982年10月23日、NHK総合） - 主演
- 鳥人伝 世界ではじめて空を飛んだ男と女の物語（1982年11月17日 - 24日、TBS） - ヒロイン・真知子 / おまち 役
- 秘戯記（1984年7月5日、読売テレビ）
- しあわせの国 青い鳥ぱたぱた？（1985年6月1日、NHK総合）[12] - 主演・ハナコ 役
- 向田邦子新春シリーズ（1986年 - 2001年、TBS）
  - 女の人差し指（1986年1月8日） - 主演・菊坂文子 役
  - 麗子の足（1987年1月7日） - 主演・紀田礼子 役
  - 男どき女どき（1988年1月6日） - 主演・大島菊子 役
  - わが母の教えたまいし（1989年1月14日） - 主演・結城祝子 役
  - 隣りの神様（1990年1月4日） - 主演・宮部彦乃 役
  - 向田邦子直木賞十周年記念ドラマ 思い出トランプ（1990年9月21日・28日） - 主演・英子 役
  - 女正月（1991年1月7日） - 主演・神山いち乃 役
  - 華燭（1992年1月6日） - 主演・溝呂木佐和 役
  - 家族の肖像（1993年1月11日） - 主演・田野倉琴子 役
  - いとこ同志（1994年1月10日） - 主演・向坂静江 役
  - 風を聴く日（1995年1月9日） - 主演・長沢絹子 役
  - 響子（1996年1月） - 主演・響子 ※脚本の筒井ともみが向田邦子賞受賞
  - 空の羊（1997年1月6日） - 主演・池上松乃 役
  - 終わりのない童話（1998年1月1日） - 主演・寺崎かなえ 役
  - 小鳥のくる日（1999年1月11日） - 主演・神林みさお 役
  - あ・うん（2000年1月1日） - 主演・水田たみ 役
  - 月曜ドラマスペシャル「風立ちぬ」（2001年2月12日） - 主演・川西たき乃 役
- 恋子の毎日
  - 水曜ドラマスペシャル（1986年3月12日、TBS）
  - 青春夫婦物語 恋子の毎日II（1988年7月9日、TBS）
- 花嫁人形は眠らない（1986年4月12日 - 5月31日、TBS） - 主演・宮本明日子 役
- 蛍の宿（1988年9月29日、日本テレビ） - 主演
- スティル・ライフ 霧子とマリエの犯罪的同棲生活（1989年4月29日、TBS） - 主演・霧子 役
- 日中合作スペシャルドラマ「その人の名を知らず」（1989年5月3日 - 5日、NHK総合）
- 帰郷（1989年8月18日、フジテレビ） - 主演
- 九時まで待って（1989年11月1日、日本テレビ） - 主演・蜜子 役
- 翔ぶが如く（1990年1月7日 - 12月9日、NHK総合 大河ドラマ） - 西郷いと 役、ナレーション兼任（第2部）
- 怪談・花屋敷（1991年8月16日、フジテレビ） - 主演
- 29歳・おもかげを風にあたえよ（1992年1月15日、NHK総合） - 主演・尾崎翠 役
- 雁（1993年5月3日 - 10日、テレビ東京） - 主演・お玉 役
- 金曜エンタテイメント「これから 海辺の旅人たち」（1993年5月21日、フジテレビ） - ヒロイン・友納萱子 役
- にごりえ（1993年10月25日、テレビ東京） - 主演
- 月曜特集特別企画 日本名作ドラマ「夫婦善哉」（1995年2月6日、テレビ東京） - 主演・蝶子 役
- 照柿（1995年11月2日 - 12月17日、NHK BS2） - 佐野美保子 役[13]
- 小石川の家（1996年1月1日、テレビ東京） - 主演・幸田文 役
- 春さん 夢配達人（1996年2月25日、関西テレビ） - 主演・春子 役
- 初春ドラマスペシャル
  - 人情馬鹿物語（1998年1月1日、テレビ東京） - 主演
  - 恍惚の人'99 ボケた父を誰が介護するの？ 泣き笑い夕焼け家族（1999年1月1日、テレビ東京） - 主演・立花昭子 役
- 新しい朝が来た〜8月15日のラジオ体操（2003年8月2日、NHK総合） - 主演・西山ツル子 役
- フジテレビ開局45周年記念ドラマ「海峡を渡るバイオリン」（2004年11月27日、フジテレビ） - 千大善 役
- 東京タワー 〜オカンとボクと、時々、オトン〜（2006年11月18日、フジテレビ） - 主演・中川栄子 役（大泉洋とのダブル主演）
- NHK広島放送局開局80年ドラマ 帽子（2008年8月2日、NHK総合） - 竹本世津 役
- 北海道テレビ開局40周年記念作品 歓喜の歌（2008年9月7日、テレビ朝日） - 宮本美弥子 役
- Mother（2010年4月14日 - 6月23日、日本テレビ） - 望月葉菜 役
- 蒼穹の昴（2010年9月26日 - 2011年3月27日、NHK総合） - 西太后 役
- Woman（2013年7月3日 - 9月11日、日本テレビ） - 植杉紗千 役[14]
- 24時間テレビスペシャルドラマ「はなちゃんのみそ汁」（2014年8月30日、日本テレビ） - 山岡豊乃 役
- 新春ドラマ特別企画「わが家」（2015年1月4日、毎日放送制作・TBS） - 桜木鯛子 役
- この街の命に（2016年4月2日、WOWOW） - 高野綾子 役[15]
- 絆〜走れ奇跡の子馬〜（2017年3月23日・3月24日・NHK総合）松下佳世子 役[16][17][18]
- anone（2018年1月10日 - 3月21日 、日本テレビ）林田亜乃音 役[19][20]
- 太陽の子（2020年8月15日、NHK総合・BS4K・BS8K） - 石村フミ 役[21][22]
- 初恋の悪魔（2022年7月16日 - 9月24日、日本テレビ） - 小洗杏月 役[23]

### 映画
- ええじゃないか（1981年3月14日、松竹、今村昌平監督） - お松 役
- 北斎漫画（1981年9月12日、松竹、富士映画、新藤兼人監督） - ヒロイン・お栄 役
- 日本フィルハーモニー物語 炎の第五楽章（1981年9月19日、日活、神山征二郎監督） - ヒロイン・茂木伸子 役
- ザ・レイプ（1982年5月15日、東映、東陽一監督） - 主演・矢萩路子 役
- 男はつらいよ 花も嵐も寅次郎（1982年12月28日、松竹、山田洋次監督） - 小川螢子 役
- カポネ大いに泣く（1985年2月16日、松竹、鈴木清順監督） - ヒロイン・蛸廼舎小染 役
- 天城越え（1983年2月19日、松竹、三村晴彦監督） - ヒロイン・大塚ハナ 役
- 夜叉（1985年8月31日、東宝、降旗康男監督） - ヒロイン・小川蛍子 役
- 二十四の瞳（1987年7月11日、松竹、朝間義隆監督） - 主演・大石久子 役
- 嵐が丘（1988年、東宝、吉田喜重監督） - ヒロイン・絹 役
- 虹をつかむ男（1996年12月28日、松竹、山田洋次監督） - ヒロイン・十成八重子 役
- 大阪物語（1999年3月27日、東京テアトル、市川準監督） - 霜月春美 役
- お受験（1999年7月3日、松竹、滝田洋二郎監督） - ヒロイン・富樫利恵 役
- ざわざわ下北沢（2000年7月7日、シネマ下北沢、市川準監督） - 福子 役
- ホタル（2001年5月26日、東映、降旗康男監督） - ヒロイン・山岡知子 役
- ピーピー兄弟/THE BLEEP BROTHERS（2002年3月30日、シネマカノン、藤田芳康監督） - 豊子 役
- 火火（2005年1月22日、ゼアリズエンタープライズ、高橋伴明監督） - 主演・神山清子 役
- 埋もれ木（2005年6月25日、ファントム・フィルム、小栗康平監督）
- いつか読書する日（2005年7月2日、スローラーナー、緒方明監督） - 主演・大場美奈子 役
- ホームレス中学生（2008年10月25日、東宝、古厩智之） - 川井道代 役
- 春との旅（2010年5月22日 ティ・ジョイ / アスミック・エース、小林政広監督） - 清水愛子 役
- あなたへ（2012年8月25日、東宝、降旗康男監督） - ヒロイン・倉島洋子 役
- はじまりのみち（2013年6月1日、松竹、原恵一監督） - ヒロイン・木下たま 役
- 共喰い（2013年9月7日、ビターズ・エンド、青山真治監督） - 篠垣仁子 役
- 家路（2014年3月1日、ビターズ・エンド、久保田直監督） - 沢田登美子 役
- 深夜食堂（2015年1月31日、東映、松岡錠司監督） - 塚口街子 役[24]
- ねことじいちゃん（2019年2月22日、クロックワークス、岩合光昭監督） - 春山よしえ 役
- ひとよ（2019年11月8日、日活、白石和彌監督） - 稲村こはる 役[25]
- おらおらでひとりいぐも（2020年11月6日、アスミック・エース、沖田修一監督） - 主演・桃子 役[26]
- 太陽の子（2021年8月6日[27]、イオンエンターテイメント、黒崎博監督） - 石村フミ 役[28]
- 千夜、一夜（2022年10月7日、 ビターズ・エンド、久保田直監督） - 主演・若松登美子 役
- 怪物（2023年6月2日、東宝 / ギャガ、是枝裕和監督） - 伏見真木子校長 役[29]
- 本心（2024年11月8日、ハピネットファントム・スタジオ、石井裕也監督） - 石川秋子役 役[30]

### 舞台
- テンペスト(1987年)
- 近松心中物語（1989年）
- ペリクリーズ（2004年）
- 藪原検校（2007年）
- 冬物語（2009年）
- 現代能楽集　鵺（2009年）
- 海辺のカフカ（2012年）
- NINAGAWA・マクベス（2015年）
- 桜の園（2015年）
- NINAGAWA・マクベス（2017年）

### テレビアニメ
- あしながおじさん（1979年）

### 劇場アニメ
- もののけ姫（1997年） - エボシ御前 役[31]
- ゲド戦記（2006年） - クモ 役[32]

### CM
- 日本高速通信
- サントリー
  - マイルドウォッカ樹氷（1981年 - 1986年）
  - サントリータコハイ（1983年 - 1987年）
  - サントリーオールド（1994年 - 1996年）
- 江崎グリコ アフロス（1984年 - 1985年）
- 花王
  - メリット（1985年頃）
  - ホワイト（1996年頃）
- キリンビール「キリンラガービール」（2000年 - 2001年）
- Panasonic 「Nの計画」（2001年 - 2002年）
- 日本エアシステム 「結婚記念日割特」（2002年）
- 金鳥
  - タンスにゴンゴン（2006年）
  - 水性キンチョールジェット（2006年 - 2007年）

## ディスコグラフィー
- アルバム 
  - 泳いでる．．．（1986年6月21日 / CBSソニー）
  - 女が男を愛せる瞬間（1987年5月21日 / CBSソニー）
  - 純愛ノススメ（1988年9月21日 / CBSソニー）
  - 都会の猫たち（1989年7月1日 / 日本コロムビア）